# Капелица (Лабин)
Капелица (итал. Cappelletta o Capélizza) је насељено место у Републици Хрватској у Истарској жупанији. Административно је у саставу града Лабина.

## Становништво
На попису становништва 2011. године, Капелица је имала 617 становника.
Према попису становништва из 2001. године у насељу Капелици живела су 573 становника који су живели у 162 породична домаћинства.
Кретање броја становника по пописима 1857—2001.
| година пописа  | 1857. | 1869. | 1880. | 1890. | 1900. | 1910. | 1921. | 1931. | 1948. | 1953. | 1961. | 1971. | 1981. | 1991. | 2001. |
| бр. становника | 0     | 0     | 40    | 70    | 98    | 99    | 0     | 0     | 390   | 363   | 351   | 262   | 301   | 434   | 573   |

Напомена:У 1857, 1869, 1921. и 1931. подаци су садржани у насељу Лабин. Исказује се као насеље од 1948.

## Попис1991.
На попису становништва 1991. године, насељено место Капелица је имало 434 становника, следећег националног састава:
| Попис 1991.‍  | Попис 1991.‍  | Попис 1991.‍ | Попис 1991.‍ | Попис 1991.‍ |
| ------------ | ------------ | ----------- | ----------- | ----------- |
|              |              |             |             |             |
| Хрвати       | Хрвати       |             | 167         | 38,47%      |
| Срби         | Срби         |             | 9           | 2,07%       |
| Муслимани    | Муслимани    |             | 7           | 1,61%       |
| Југословени  | Југословени  |             | 4           | 0,92%       |
| Италијани    | Италијани    |             | 2           | 0,46%       |
| Словенци     | Словенци     |             | 2           | 0,46%       |
| Црногорци    | Црногорци    |             | 1           | 0,23%       |
| неопредељени | неопредељени |             | 25          | 5,76%       |
| регион. опр. | регион. опр. |             | 215         | 49,53%      |
| непознато    | непознато    |             | 2           | 0,46%       |
| укупно: 434  |              |             |             |             |